# Боевой молот

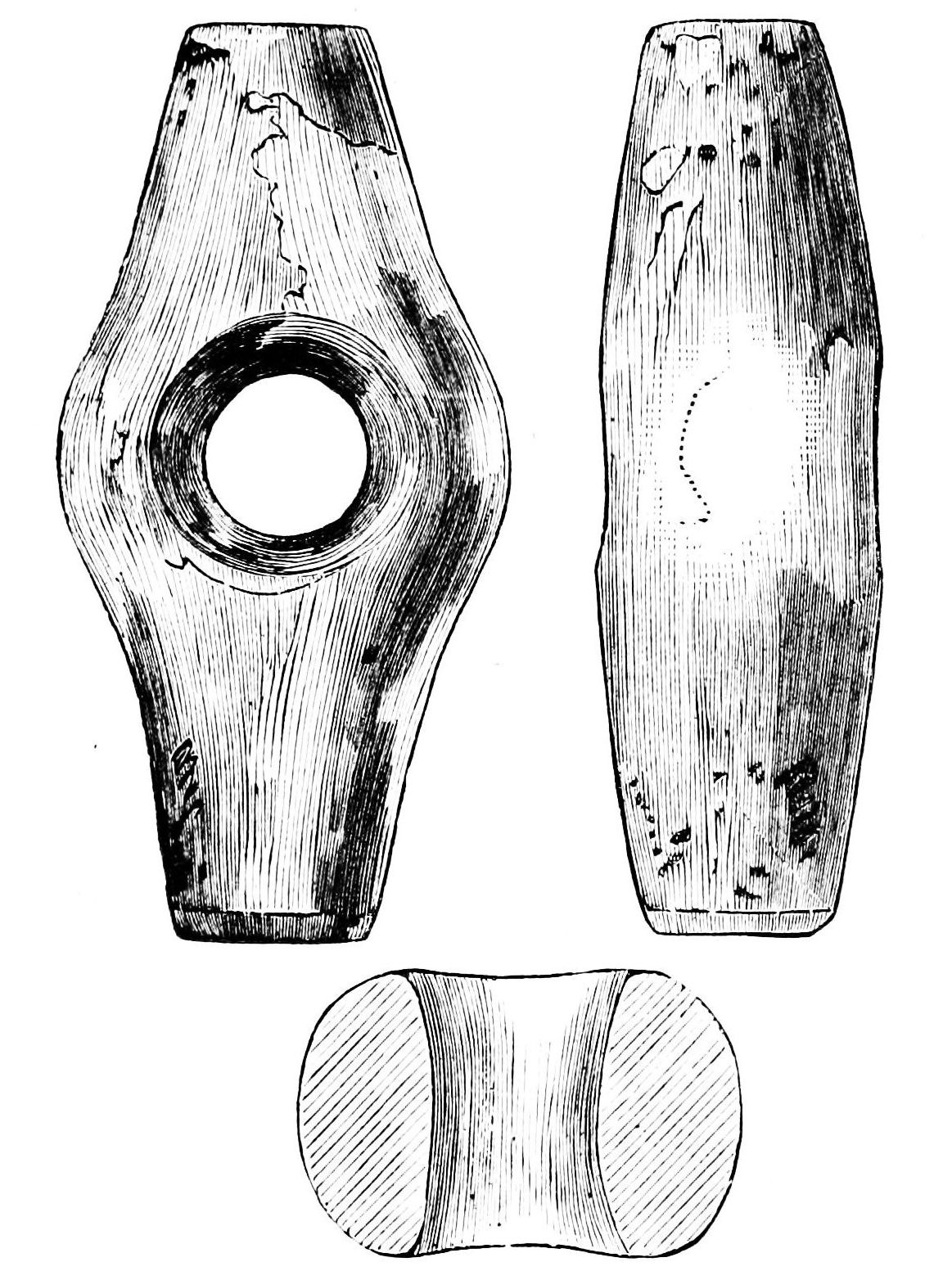
Каменный молот

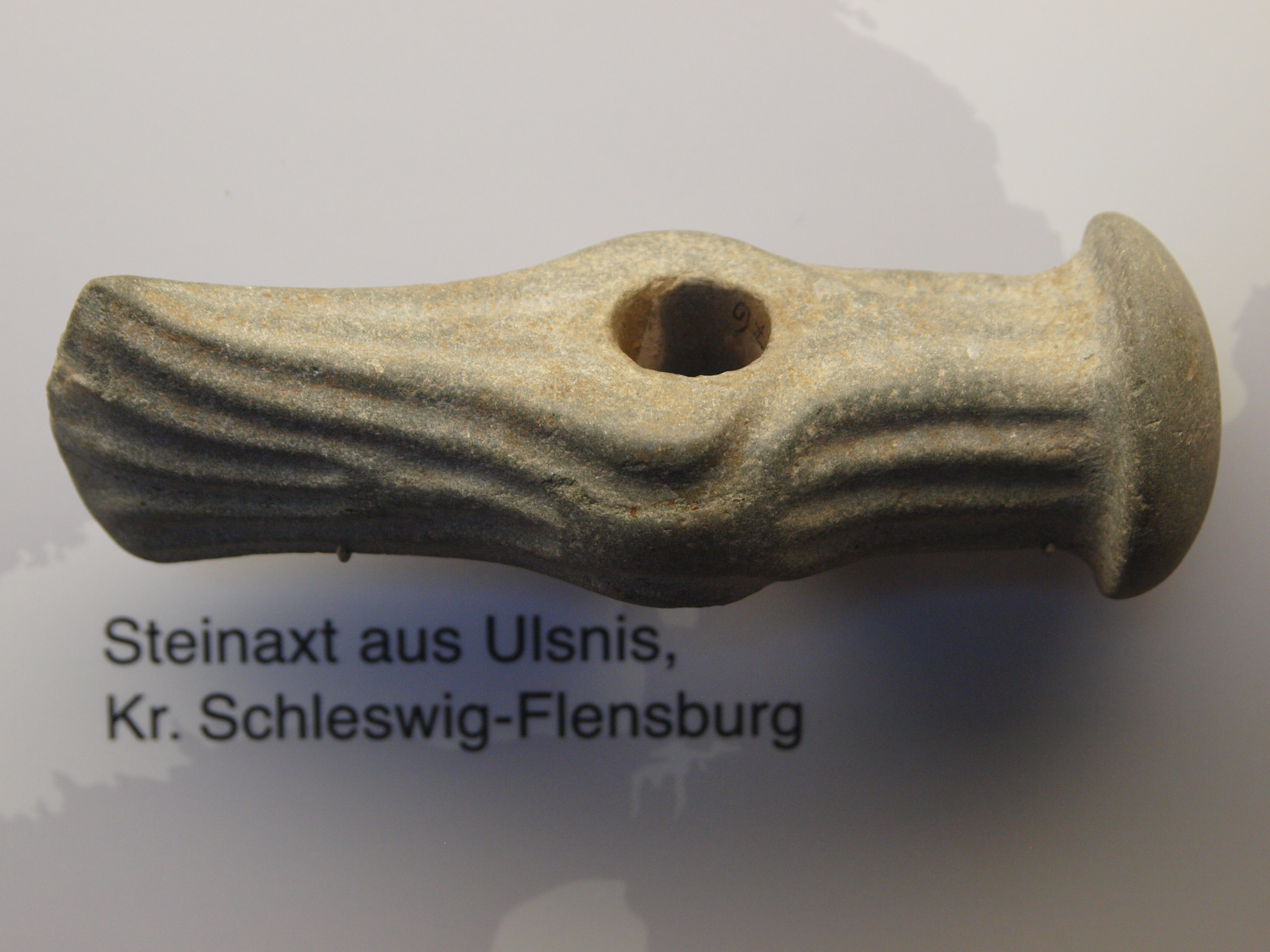
Неолитический боевой топор-молот

Боевой молот — древнейшее древковое дробящее оружие, функционально аналогичное булаве. В позднее Средневековье существовали разновидности, имеющие на боевой части в различных сочетаниях молоток, клюв, топорик и предназначавшиеся для нанесения дробящих, рубящих и колющих ударов. 

## Древние молоты
Молот применялся в неолите, бронзовом веке, Средневековье. Это могло быть и орудие двойного назначения (инструмент и оружие). Первоначально он имел каменное навершие или был деревянным. Часто молот служил обухом боевого или церемониального каменного топора. В Средние века иногда использовались обычные железные кузнечные молоты на длинной рукоятке, которыми, подобно булаве, наносились оглушающие, проламывающие или деформирующие доспехи удары. Самый известный боевой молот, носящий имя собственное — Мьёлльнир, мифический молот Тора, ставший религиозным символом, амулетом и геральдической эмблемой. Но до XI в. молотом продолжали пользоваться в основном немцы.

## Позднее Средневековье

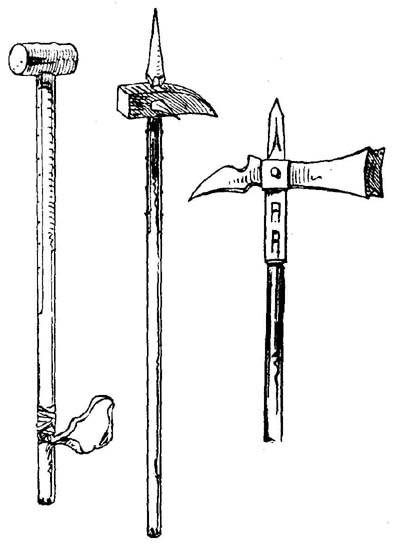
Боевые молоты XIV в. Слева — простейший свинцовый, справа — люцернский молот (верхняя часть)

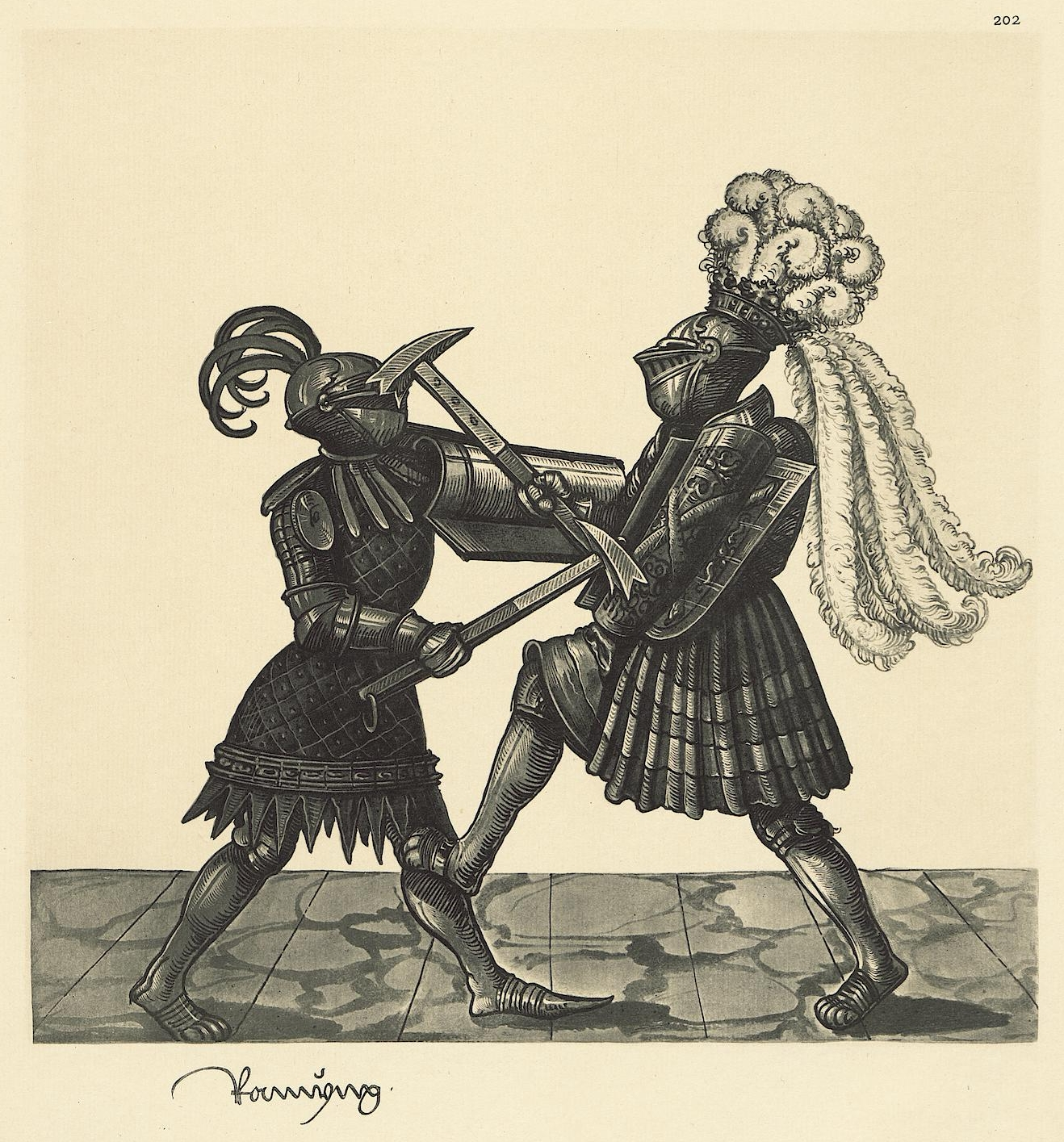
Поединок на боевых молотах. Гравюра из турнирной книги императора Максимилиана I «Фрейдаль» (1512)

Более широкое применение молотов, особенно у всадников, началось в XIII в., с распространением доспехов. В позднее Средневековье (XIV—XVI вв.), с введением нового средства защиты — лат, против которых мечи, топоры, булавы и другое оружие ближнего боя оказывалось малоэффективным, стали широко использовались разнообразные варианты боевых молотов. Это древковое оружие, набалдашник которого представлял собой собственно молот или имел с одной стороны молоток, а с другой — клюв, то есть разной длины толщины гранёный шип или массивное лезвие, прямое или слегка изогнутое. Название молот исходит от одного из элементов боевой головки и сохраняется, даже если собственно молотка на ней может и не быть. Из-за своего вида, молоты с клювами имеют и другие названия: вороний клюв — в Испании, Франции (старофр. bec de corbin), клюв сокола — в Италии, Франции (старофр. bec de faucon), клюв попугая или попугай — в Германии, Польше. Часто ещё имелось остриё, направленное вверх, и дополнительные короткие шипы, прямо на ударной поверхности молотка или направленные вбок. Клюв был способен разорвать кольчугу или пробить пластину доспеха. Молотком можно оглушить противника и деформировать доспех. Клювы также могли применяться для захвата противника, в первую очередь, для стаскивания с коня всадника. Но для этого были ещё лучше пригодны длиннодревковые молоты. 

### Длиннодревковые молоты

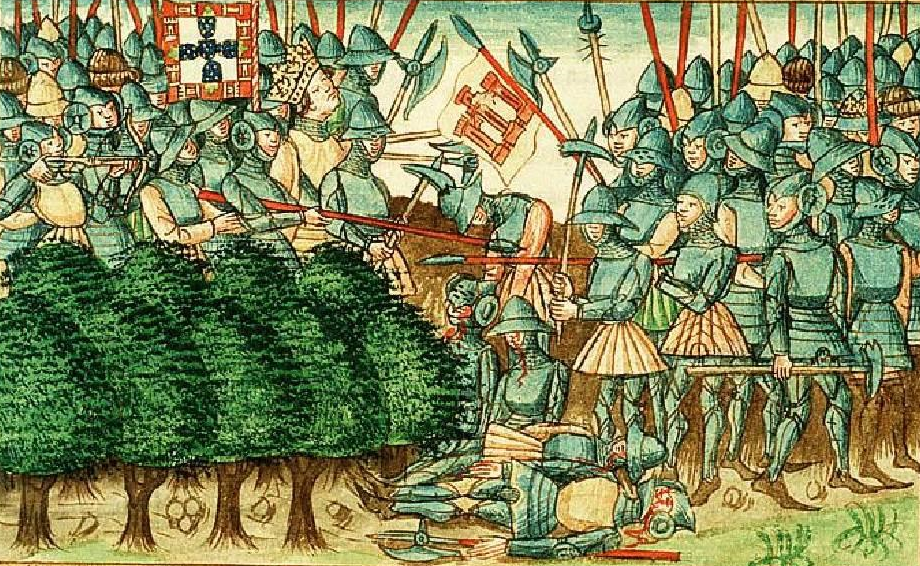
Битва при Алжубаротте (1385). Миниатюра из «Хроник» Фруассара. Сер. XV в.

Длиннодревковые молоты завоевали широкую популярность с середины XIV века. Эти молоты могут иметь длинные, от 1,2 до 2 м, рукоятки. Они похожи на некоторые виды алебард, в отличие от которых имеют не цельнокованую боевую часть, а собранную из отдельных элементов. Часто молоты сверху имели ещё и остриё — копьё или пику. Молоток дополнял не всегда клюв, но и небольшой или достаточно крупный топор. Это оружие ещё называют полэкс (полакс). Ударная поверхность молотка могла быть гладкой, усеянной мелкими зубцами (алмазная грань), нести вызывающую надпись или (у люцернского молота) иметь шип или разделяться на четыре коротких или более длинных шипа. Имеются варианты оружия, где боевая головка с четырёх сторон несёт молоток, клюв, трезубый клюв и лезвие топора, а сверху — пику. Противоположный конец древка мог иметь заостренный подток, который также можно было использовать для ударов. Длиннодревковые молоты применялись пешими воинами для борьбы с кавалерией противника. Но его использовали и рыцари в пешем строю. Варианты такого длиннодревкового оружия, снабжённые круглой гардой, использовались и для пешего фехтования.

### Короткодревковые молоты

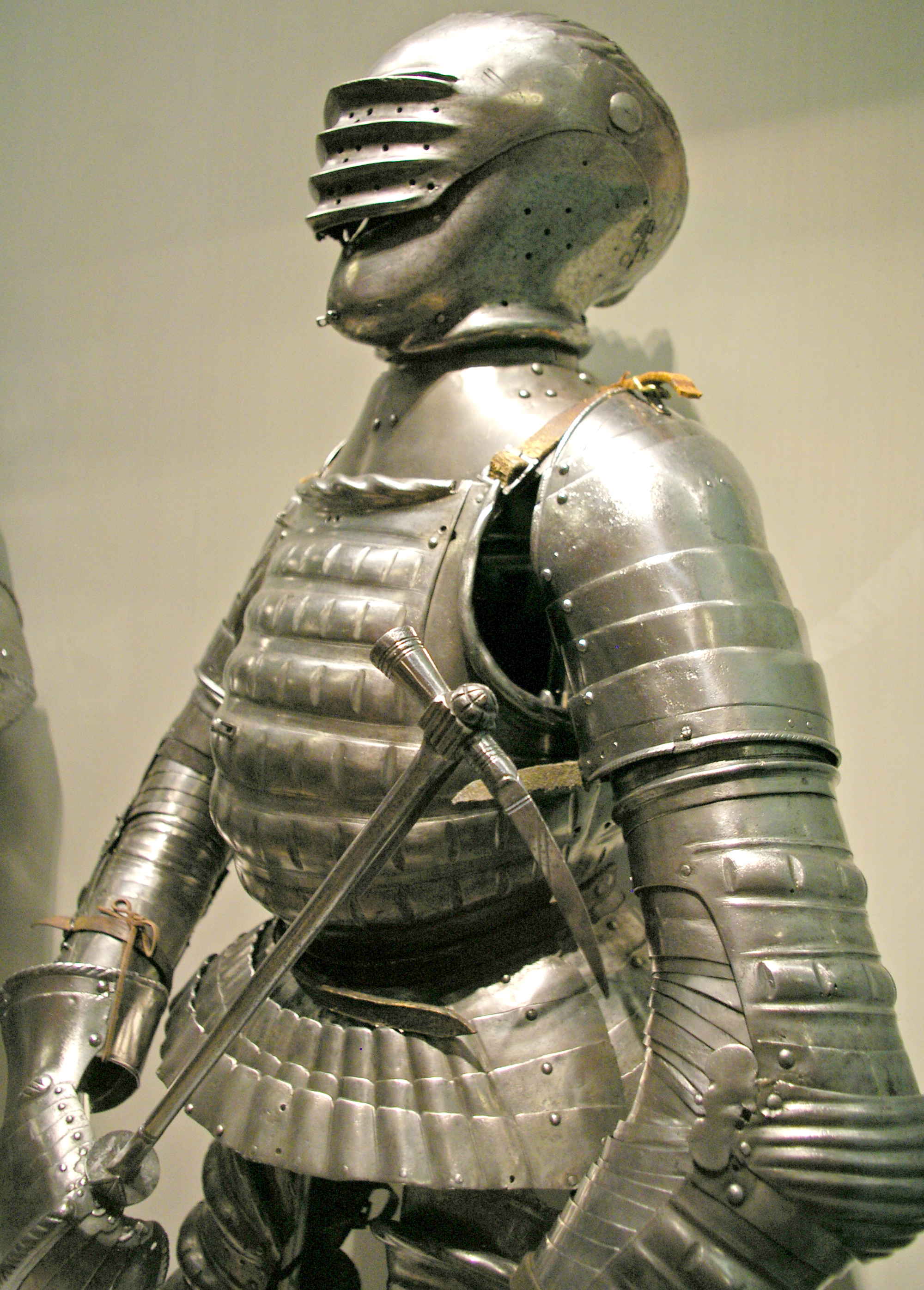
Боевой молот

Короткодревковые молоты с рукояткой в 60—80 см появился ещё в X веке. Они предназначались для ближней рукопашной схватки, часто ими вооружались всадники, но стали всюду применяться в кавалерии с середины XV века. В Европе их и называли рыцарскими молотами или кавалерийскими молотами. Короткие древки европейских и восточных молотов часто были полностью из железа и снабжались рукояткой, рассчитанной для одной или двух рук. Противоположный клюву прилив в форме молотка мог иметь различную ударную поверхность: гладкую, шипастую, пирамидальную, конусную, с какой-либо фигуркой или монограммой. Последние два вида предназначены, чтобы отпечататься на поверженном противнике. Имеется вариант польского наджака, когда на месте молоточка находится навершие (било) булавы-буздыгана. Сверху часто имелось направленное вверх остриё (по-русски — копьецо).

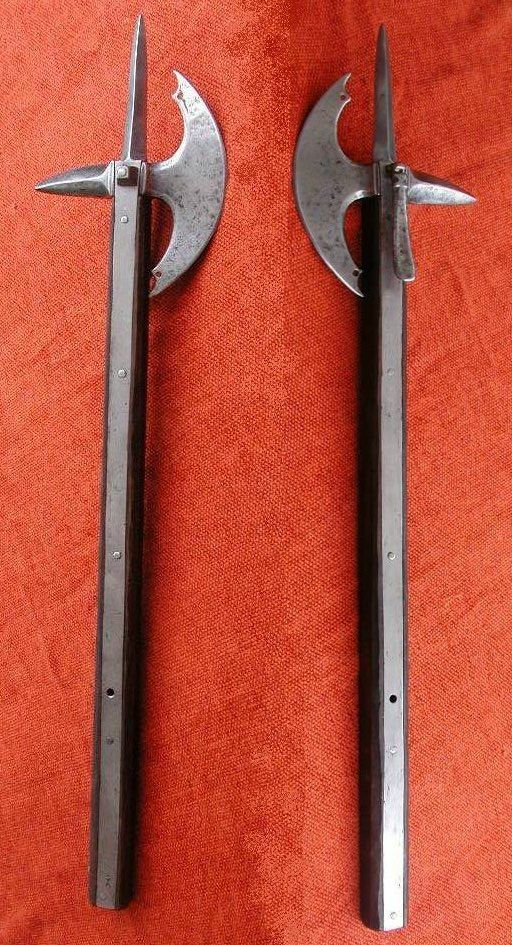
Кавалерийский топор

На Руси применялись только короткодревковые молоты, которые назывались — клевец (от слова «клюв») и чекан. Они также были популярны у польско-
литовских гусаров. На Украине были в ходу названия: келеф, келеп, чекан, фокош (последнее — также венгерское название валашки).

Чекан

Клюв может дополняться не молотком, а небольшим топориком. Это уже кавалерийский топор. Но чаще на обухе такого топорика вместо клюва находится прилив в форме молоточка квадратного или круглого сечения. Боёк молоточка обычно имеет плоскую или реже округлую поверхность. Его полотно может быть подтреугольной формы с лезвием, направленным прямо вперёд; узким и слегка изогнутым вниз; с лезвием так сильно повёрнутым книзу, что форма полотна приближается к клювам; полукруглым и редко — лунообразным (вогнутостью вперёд). Это оружие является также разновидностью боевого топора. На Руси такие топорики назывались топорок или топорец — за величину и использование гражданским населением. Также на Руси (как и в Польше) имелось и более конкретное название — чекан.

### Восточные аналоги

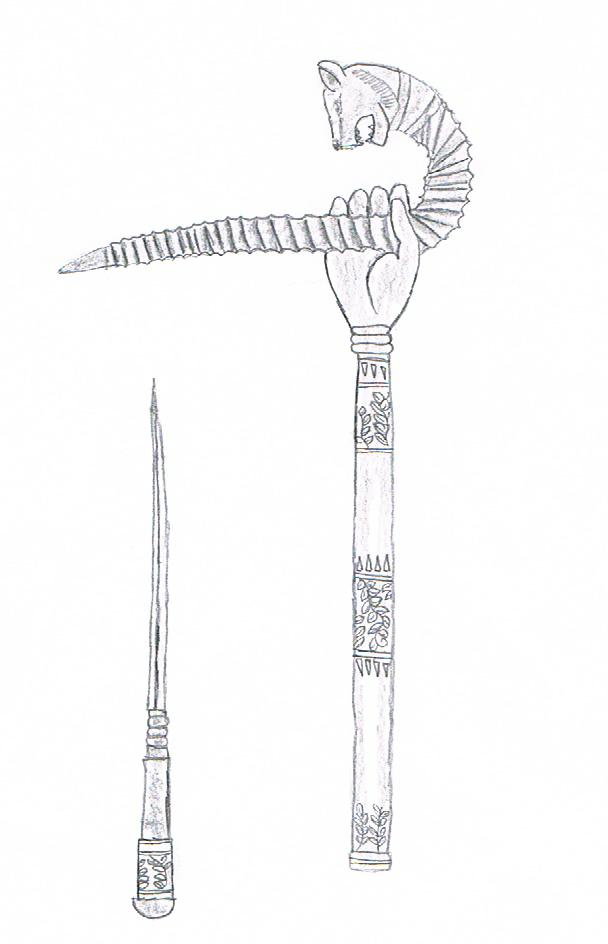
Посох факира

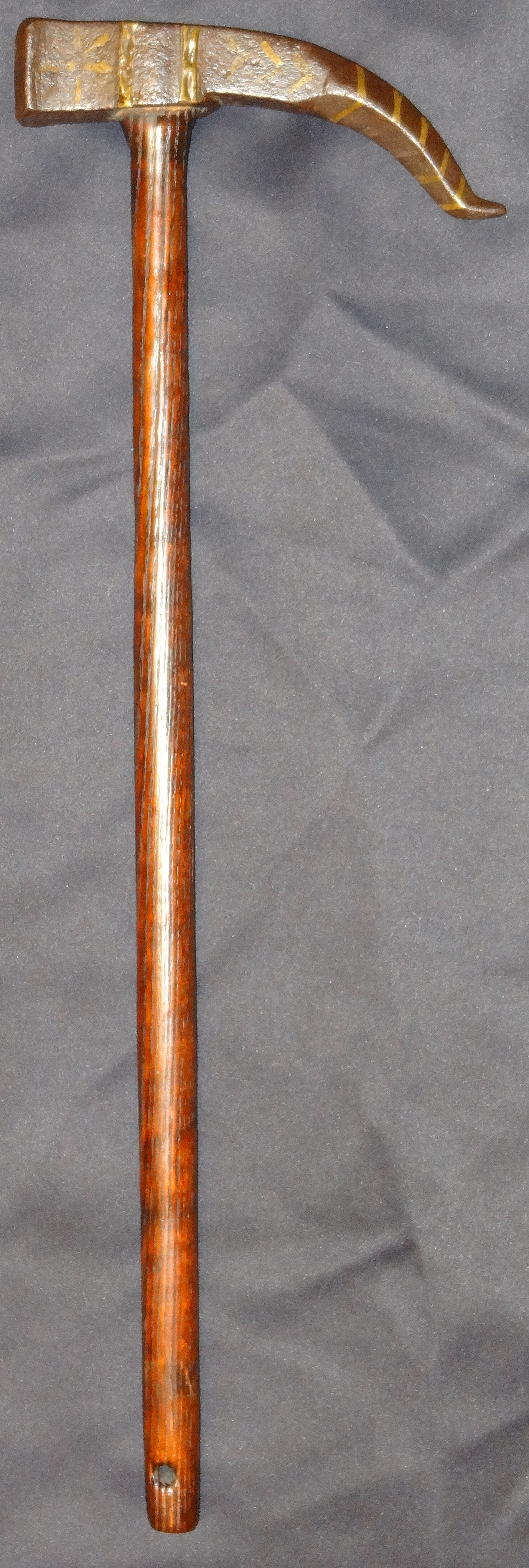
Индоперсидский боевой молот

Короткодревковые клевцы использовались не только в Европе, но и на Востоке (Индия — загнал и посох факира (bairagi), Персия — табар, афгано-пакистанская граница — лохар. Считается даже, что, например, в Польшу они пришли из Турции через Венгрию (старопол. czakan, czera из венг. csokany и тур. czakmak). Это оружие близко европейскому. Так встречается такое же разделение молотка на четыре шипа, как у люцернского молота. На Востоке, среди военных и у гражданского населения, подобное оружие продержалось дольше, чем в Европе. В XVII—XIX вв. оно было популярно в индо-персидском регионе под одинаковым названием «вороний клюв». В Индии изготовлялось и комбинированное оружие.
Более отдалённые аналоги имеются в Китае — гэ (также длиннодревковые), фанг; а также в Япония — кама-яри).

### Комбинированное оружие

Комбинированное оружие

Примерно с середины XVI и в XVII вв., вплоть до XIX в. появляются разнообразные образцы комбинированного оружия, в том числе и с использованием молотов или их элементов. Простейшие — это молоты с клевцами или топориками, имеющие в рукоятке клинок шпаги. Такой клинок могли иметь и подсошники — подставки для арбалетов или огнестрельного оружия. Они также иногда снабжались клевцом и молотком или, например, двусторонним молотком. Сложнее устроены брандестоки, молоты с клевцами и топориками, имеющие автоматически выдвигающиеся и даже выстреливающие из верха рукоятки длинные (до полутора метров) лезвия. Были и крикеты — комбинации с ружьями и пистолетами.

### Поздний этап
Со временем, теряя боевое применение, клевец и чекан стали атрибутами воинского начальства (Россия, Германские государства, Итальянские государства и другие), а также казачьих и разбойничьих атаманов. В этот период в их рукоятках могли помещаться ввинчивающиеся кинжалы.
В Польше (XVIII века), с утратой боевого применения клевца (чекана) и постоянным изданием соответствующих запрещающих законов на их ношение гражданским населением как посохов или тростей, появилась такая разновидность, как обух или по-граждански — обушок.

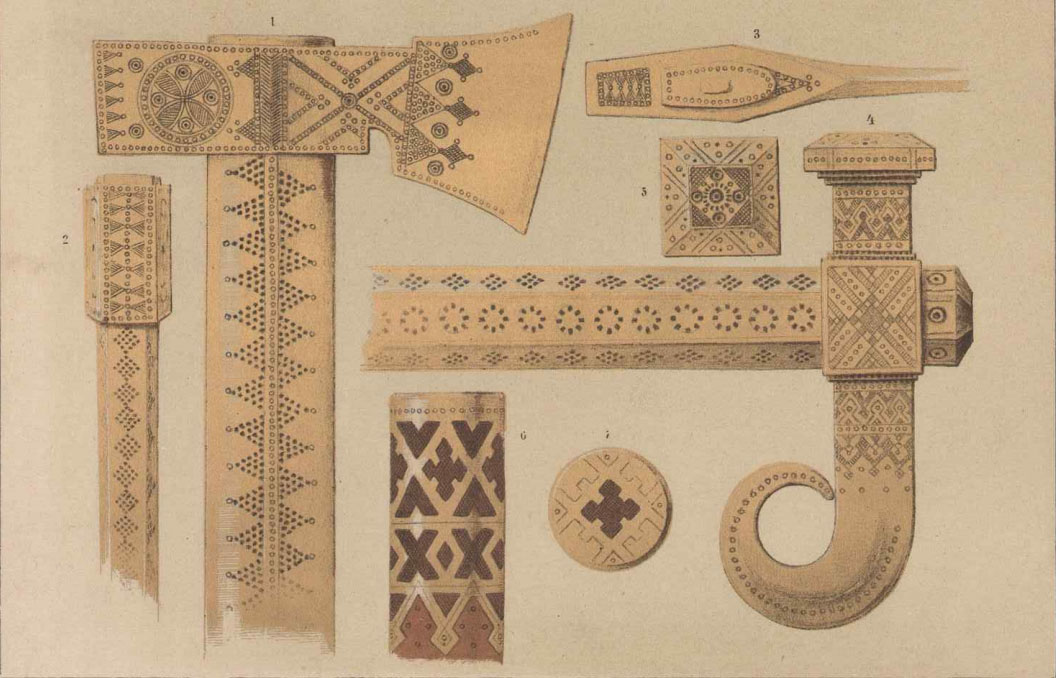
4, 5 — келев или обух

Он отличается сильно загнутым вниз клювом железного, латунного или серебряного набалдашника. Обычно клюв загнут полукругом и направлен остриём в древко или образует кольцо. Реже глухо загнут только самый кончик или изгиб имеет более причудливую форму. Противоположный конец древка, длиной 80—100 см, был тоже окован. Использовался польской шляхтой как гражданское оружие (то есть оружие самообороны). Причём были варианты ношения его как набалдашником вверх, так и вниз. Надзяк и чэкан были распространены и у белорусской шляхты, а также у венгерской знати. Иногда аналогичный обуху келеп применяли карпатские горцы вместо валашки.